# یواس‌اس چامپلین (دی‌دی-۱۰۴)
یواس‌اس چامپلین (دی‌دی-۱۰۴) (به انگلیسی: USS Champlin (DD-104)) یک کشتی بود که طول آن ۹۵٫۸۳ متر (۳۱۴٫۴ فوت) بود. این کشتی در سال ۱۹۱۸ ساخته شد.